# Edith Rooseveltová
Edith Kermit Carow Rooseveltová (6. srpna 1861 Norwich, Connecticut – 30. září 1948 Oyster Bay, New York) byla druhou manželkou prezidenta USA Theodora Roosevelta a v letech 1901 až 1909 vykonávala funkci první dámy USA.
Narodila se majetným kupeckým rodičům Gertrude Tylerové Carowové a Charlesi Carowovi. Navštěvovala školu pro dcery z lepších rodin Miss Comstock's School na Manhattanu.

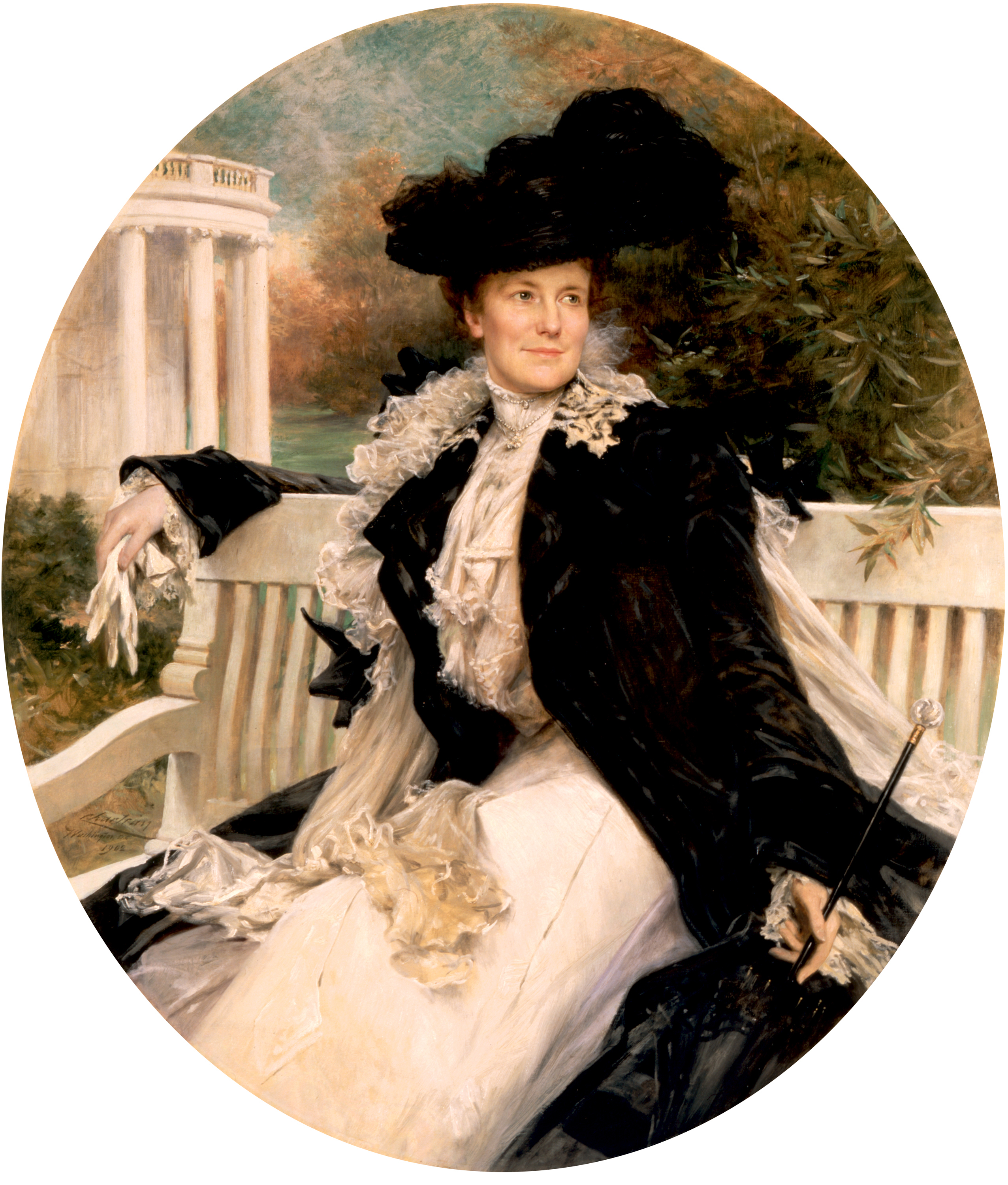
Oficiální portrét Edith Rooseveltové (Théobald Chartran, 1902)

S Theodorem Rooseveltem se znala od dětství, vzali se v Londýně 2. prosince 1886. Rooseveltovi měli čtyři syny a jednu dceru: 
- 1. Theodor Jr. (1887–1944), brigádní generál, manž. 1910 Eleanor Butler Alexanderová (1888–1960)[3][4]

2. Kermit (1889–1943), manž. 1914 Belle Wyatt Willard (1892–1968)
3. Ethel (1891–1977), manž. 1913 Richard Derby (1881–1963)
4. Archibald „Archie" (1894–1979), manž. 1917 Grace Lockwood (1893–1971)
5. Quentin (1897–1918), padl v první světové válce, svobodný a bezdětný
Theodor Roosevelt se stává po atentátu na McKinleyho prezidentem, Edith byla proti. Snažila se chránit rodinu před veřejností. Jako první prezidentova manželka přijala placenou spolupracovnici. Byla to ona, kdo poprvé nazvala prezidentovo bydliště jako Bílý dům, spolupracovala na jeho renovaci. Podařilo se jí shromáždit portréty všech dosavadních prvních dam a dala je vystavit (tyto obrazy dodnes visí v Bílém domě). Byla velmi nakloněna umění, využila svého vlivu k založení Národní umělecké galerie. Když byl její manžel zaneprázdněn, přijímala jeho hosty.
Během rusko-japonské války sloužila jako prostředník, neboť anglický velvyslanec v Rusku jí posílal v soukromých dopisem popis aktuálního dění, kdyby to vyšlo najevo, stalo by se velké diplomatické faux pas.
Edith Rooseveltová zavedla pravidelné schůzky s ženami členů kabinetu. Tento tzv. první pár (tj. First couple) vnesl do Bílého domu jistou aristokratickou eleganci. V roce 1909 se stala první prezidentskou manželkou, která večer před uvedením nového prezidenta Williama Tafta do funkce pozvala jeho ženu na večeři a prohlídku Bílého domu.
Po smrti manžela v roce 1918 cestovala po Evropě a Asii se svým synem Kermitem.
Byla proti volebnímu právu žen a zasazovala se o ukončení kandidatury muže její neteře Franklina Roosevelta, protože odmítala státní intervence.
V prosinci 1948 zemřela na srdeční chorobu.

## Příbuzenstvo
Její syn Theodore Roosevelt, Jr. se stal americkým generálem pozemních sil Armády USA, který se v roce 1944 v hodnosti brigádního generála ve funkci zástupce velitele divize osobně zúčastnil 1. dne spojeneckého vylodění v Normandii.